# Phenomena
Phenomena — мелодик-рок-проект, продюсируемый Томом Гэлли и Вильфридом Рименсбегом. Phenomena имеет корни в классике хард-рока, в этой группе играли участники таких групп, как Deep Purple, Queen, Trapeze. Phenomena II Dream Runner является классикой рок-музыки. Изначально Phenomena работала с BMG RCA International и выпускала альбомы в Европе, Южной Америке и Японии.

## История
Этот суперпроект был реализован благодаря устремлениям Тома Гэлли, интересовавшегося природой феноменальных явлений еще с глубокого детства. Сначала Том хотел снять фильм о всяких сверхъестественных вещах, но потом при помощи своего брата Мела представил свою идею Питу Винклмэну с «Bronze Records». Пит предложил на основе этой концепции сделать альбом, и таким образом был дан старт истории «Phenomena». Первые сессии прошли в 1983 году и включали всего трех участников — Тома Гэлли как продюсера, экс-клавишника «Magnum» Ричарда Бэйли и экс-гитариста «Budgie» Джона Томаса. Затем из тура с «Whitesnake» вернулся Мел Гэлли и подключился к делу вместе со своим коллегой Кози Пауэллом.
Немного позже в создание пластинки внесли свою лепту Гленн Хьюз (вокал), Нил Мюррей (бас), Тед МакКена (ударные, экс-«Sensational Alex Harvey Band») и Дон Эйри (клавишные). Присутствие таких громких имен не могло пройти мимо внимания прессы, а журнал «Kerrang!» поместил у себя большую статью, посвященную проекту.
Как и следовало ожидать, из-за загруженности большинства музыкантов никаких гастролей не проводилось и поэтому продажи альбома оказались не на высоте (всего 100000 экземпляров). Тем не менее, «феноменальная» идея не отпускала Тома, и в 1987 году вместе со своим братом и Ричардом Бэйли он начал готовить материал для второй пластинки. Затем они вновь прибегли к услугам Гленна Хьюза, Нила Мюррея и Джона Томаса, однако на сей раз в «Phenomena» появились и другие не менее известные лица.
Так, вокальные партии помимо Хьюза распределились между Джоном Веттоном (экс-«Asia»), Максом Бэйконом (экс-«GTR») и Рэем Гилленом (экс-«Black Sabbath»), в роли гитаристов выступили Скотт Горхэм (экс-«Thin Lizzy») и Кёдзи Ямамото (экс-«Vow Wow»), на клавишных сыграл Лейф Йохансен, а на ударных — Тосихиро Ними. Плоды трудов этой команды были реализованы фирмой «BMG» на CD «Dream Runner», разошедшимся тиражом уже в 300000 копий.
Продолжение истории «Phenomena» последовало в 1993 году с альбомом «Innervision». На этот раз Том Гэлли озаботился тем, чтобы студийный состав группы мог бы провести и серию концертов, поэтому набор музыкантов получился ограниченным. Итак, в сессиях участвовали Скотт Горхэм (гитара), Брайан Мэй (гитара), Лейф Йохансен (клавишные), Кит Мюррелл (вокал) и Майкл Стегис (ударные). Параллельно с записью третьего альбома начала всерьез разрабатываться идея съемок фильма «Phenomena» с участием многих знаменитых актёров. Однако она так и осталось нереализованной, поскольку Том разругался со своим партнером и сопродюсером Вильфредом Рименсбергером, с которым сотрудничал еще со времен «Phenomena I». Ссора закончилась расторжением сделки с «BMG» и передачей прав на проект фирме «Parachute Records».
«Innervision» был все-таки выпущен, но после релиза Гэлли забросил «феноменальную» затею на добрый десяток лет. Лишь в новом тысячелетии Том вернулся к своему детищу и с помощью изрядного количества музыкантов (среди которых числились его брат Мел, Гленн Хьюз, Тони Мартин и Кит Мюррелл) записал новый альбом, «PsychoFantasy».

## Перспективы
В течение 2007 Том Галлей и Вильфред Рименсберг объединили свои силы еще раз, теперь с Томом пишут новые песни для предстоящего альбома Phenomena V, а Вилфрид выступит исполнительным продюсером.

## Составы
Все составы Phenomena:

### Phenomena I (1984)
- Вокал: Glenn Hughes
- Гитара: Mel Galley; «Big» John Thomas
- Бас: Neil Murray; Glenn Hughes
- Барабаны:Кози Пауэлл; Ted McKenna
- Клавишные: Дон Эйри, Richard Bailey
- Продюсер: Tom Galley
- Продюсер и консультант: Wilfried F. Rimensberger

### Phenomena II Dream Runner (BMG/RCA 1987)
- Вокал: Ray Gillen, Glenn Hughes, John Wetton, Max Bacon
- Гитара:Кёдзи Ямамото, Mel Galley, Scott Gorham, «Big» John Thomas
- Бас: Neil Murray, John Wetton
- Барабаны: Michael Sturgis, Toshihiro Niimi
- Клавишные: Leif Johansen, Richard Bailey
- Продюсер: Tom Galley
- Директор проекта/Сопродюсер: Wilfried F. Rimensberger

### Phenomena III Inner Vision
- Вокал: Keith Murrell
- Гитара: Mel Galley, Scott Gorham, Brian May
- Барабаны: Michael Sturgis
- Клавишные: Leif Johansen
- Продюсер: Tom Galley
- Директор проекта/Сопродюсер: Wilfried F. Rimensberger
- Сопродюсер: Leif Johansen

### Psychofantasy (2006)
- Вокал: Glenn Hughes, Тони Мартин, Keith Murrell, Lee Small, Matt Morton, Joy Strachan
- Гитара: Mel Galley, Andy Shortland, J.J. Marsh
- Бас: Richard Lymn
- Клавишные: Ian Rowlands, Tom Brown
- Продюсер: Tom Galley

## Дискография

### Синглы
1. Phenomena II Did It All For Love (BMG/RCA, 1987)

### Альбомы
1. Phenomena (Bronze, 1984) — UK #63[1]
2. Phenomena II: Dream Runner (BMG/RCA, 1987)
3. Phenomena III: Inner Vision (Castle Communications, 1993)
4. Psychofantasy (Escape, 2006)
5. Blind Faith (Escape, 2010)
6. Awakening (Escape, 2012)

### Компиляции
1. Phenomena Project X 1985—1996 (1997) (compilation album), partly remixed
2. The Complete Works (2006) (3CD partly remixed, plus bonus tracks)